# Malcolm Chisholm
Malcolm George Richardson Chisholm (né le 7 mars 1949) est un homme politique du Parti travailliste écossais qui est député de 1992 à 2001, membre du Parlement écossais de 1999 à 2016 et ministre exécutif écossais de 2001 à 2006.

## Carrière
Chisholm est député d'Edimbourg Leith à partir de 1992, puis d'Edimbourg Nord et de Leith à partir de 1997. Il est sous-secrétaire d'État parlementaire pour l'Écosse, responsable du gouvernement local et ministre des transports pendant quelques mois en 1997; mais démissionne en raison de la réduction des allocations familiales. Il reste député jusqu'en 2001, date à laquelle il quitte la Chambre des communes pour se concentrer sur le Parlement écossais, auquel il est élu en 1999 pour la même circonscription.
Il est ministre de la Santé et des Soins communautaires en 2001, puis ministre des Communautés à partir d'octobre 2004. En tant que ministre de la santé et des soins communautaires, Chisholm présente et supervise l'adoption du projet de loi sur la réforme du service national de santé (Écosse)  qui entraîne l'abolition des NHS Trusts en Écosse et la création de partenariats de santé communautaire .
En tant que ministre des Communautés, Chisholm supervise les investissements dans la construction de logements abordables,, approuve une proposition du Conseil de Fife pour un moratoire sur les ventes de maisons du conseil afin de maintenir l'offre de logements abordables, élabore des réformes de politique de planification pour protéger les espaces verts .
En décembre 2006, il critique la décision de renouveler Trident, la force de dissuasion nucléaire britannique, en opposition au premier ministre Jack McConnell, ce qui conduit à supposer qu'il pourrait être démis de ses fonctions . Il démissionne le 21 décembre 2006 après avoir soutenu une motion adoptée par le Parti national écossais qui s'oppose au remplacement des sous-marins nucléaires.
Le 17 septembre 2007, il est nommé ministre fantôme de la Culture et des Affaires extérieures par la nouvelle dirigeante travailliste écossaise, Wendy Alexander. En septembre 2008, Chisholm est retourné à l'arrière-ban.